# Дрюель-Бальсак
Дрюель-Бальсак (фр. Druelle Balsac) — муніципалітет у Франції, у регіоні Окситанія, департамент Аверон. Дрюель-Бальсак утворено 1-1-2017 шляхом злиття муніципалітетів Бальсак i Дрюель. Адміністративним центром муніципалітету є Дрюель. Населення — 3188 осіб (01.01.2021).